# Ultradiane Rhythmik
Ein biologischer Rhythmus wird in der Chronobiologie ultradian genannt (von lateinisch ultra ‚über‘ und dies ‚Tag‘), wenn seine Frequenz über der eines Tages liegt, seine Periodendauer also kürzer als 24 Stunden ist. Damit unterscheidet er sich von dem circadianen Rhythmus mit der ungefähren Periodenlänge eines Tages und dem infradianen Rhythmus mit einer Periodendauer von mehr als einem Tag.
Ultradiane Rhythmen werden bei unterschiedlichen zellulären Prozessen und verschiedenen physiologischen Funktionen beobachtet wie etwa Herzschlag, Atmung, Hormonspiegeln, Nasenzyklus oder Schlafphasen. Außerdem treten sie bei zyklischen Verhaltensmustern und hier vor allem bei der Nahrungsaufnahme auf. Ultradiane Rhythmen haben eine große Diversität, sowohl nach der Periodenlänge – von Stunden bis zu Millisekunden – wie auch hinsichtlich der Prozesse und ihrer Funktionen. Die ultradianen Rhythmen, deren Periodendauer nicht mehr als zwölf Stunden beträgt, können sich mehr als einmal am Tag wiederholen.
Eine Sonderstellung nehmen hier die an den Gezeiten orientierten, circatidal genannten Rhythmen mit einer Periodendauer von etwa 12,5 Stunden ein.

## Beispiele für sich regelmäßig ultradian wiederholende Ereignisse
Ultradiane Oszillationen sind für alle biologischen Systeme anzunehmen und lassen sich bis herab auf Zell- oder Bakterienebene nachweisen. Typische Beispiele für ultradiane Vorgänge im biologischen Bereich sind die Herzaktion, die Atmung und die pulsatile Ausschüttung von Hormonen bei Tier und Mensch. Auch sich regelmäßig wiederholende Blattbewegungen bei Pflanzen und der Zellteilungsrhythmus bei Eukaryoten können dazugezählt werden.
Wichtige biochemische Oszillationen werden bei Hefezellextrakten auch in synchroner Form beobachtet. Synchrone ultradiane Rhythmen treten hier bei der Glycolyse auf, wobei das allosterische Enzym Phosphofructokinase in diesem Falle eine Schlüsselrolle spielt. Den auffallenden Häufungen gleichartiger Zellzyklen bei Populationen von Ciliaten und Amöben liegen stabile ultradiane und temperaturkompensierte Mechanismen zu Grunde.
Auch der zeitliche Abstand zwischen einzelnen Nahrungsaufnahmen entspricht bei zahlreichen Tierarten einer ultradianen Rhythmik. Besonders bei herbivoren Vögeln und Säugetieren werden periodische Prozesse wie Wiederkäuen und Koprophagie beobachtet. Stark ausgeprägt ist ultradiane Rhythmik bei vielen Insektivoren und Nagetieren.
Ein weiteres wichtiges Beispiel für ultradiane Rhythmen ist der Wechsel der verschiedenen Schlafstadien in einem REM-Non-REM Zyklus. Ein Zyklus dauert dabei ungefähr 1,5 Stunden und scheint freilaufend einer endogenen Steuerung zu unterliegen. Auch hinsichtlich der allgemeinen menschlichen Leistungsfähigkeit im Tagesverlauf lässt sich ein rhythmischer ultradianer Wechsel beobachten (Beispiel „Mittagstief“).
Die chronobiologische Forschung der letzten Jahre konnte rhythmische biochemische Vorgänge auf Zellebene als steuernde Mechanismen nachweisen. Die unter der Kontrolle von sogenannten CLOCK-Genen stehende sich selbst hemmende Biosynthese von Proteinen ist einer der molekularen Mechanismen in Zellen, die eine Funktion als endogener Taktgeber oder innere Uhr tragen. Bei einigen dieser Vorgänge konnte auch eine Temperaturkompensation beobachtet werden, womit der entsprechende rhythmische Vorgang kaum oder gar nicht von der Temperatur abhängt.
Durch Läsionsstudien wurde gezeigt, dass für das Entstehen von ultradianen Rhythmen nicht das Gebiet des Nucleus suprachiasmaticus entscheidend ist, wo bei den meisten Säugetieren die zentral steuernde Instanz für circadiane Abläufe lokalisiert ist. Für Rhythmen mit einer Periodendauer unter einem Tag scheint eine andere Hirnregion kaudal des Nucleus suprachiasmaticus eine Rolle zu spielen.

### Circatidale Rhythmen
Ähnlich wie eine circadiane Rhythmik, die Abfolgen innerer Prozesse so strukturiert, dass sie in etwa dem äußeren Tag-Nacht-Zyklus entsprechen, ist bei Lebewesen, die bevorzugt in der Gezeitenzone leben, eine Rhythmik zu finden, die mit Hilfe endogener „Gezeiten-Oszillatoren“ die Zeiten von Hoch- und Niedrigwasser zu antizipieren sucht. In einem Gebiet wie dem Wattenmeer, das regelmäßig trockenfällt bei Ebbe und dann wieder überflutet wird, ist dies für die allermeisten der dort lebenden Arten vorteilhaft. Diese Gezeitenrhythmik mit circatidalen Rhythmen von etwa 12,5 Stunden orientiert sich also an dem Wechsel der Gezeiten, den Tiden. Nach etwa zwölfeinhalb Stunden folgt auf ein Niedrigwasser bei Ebbe das nächste.
Unter diesem Aspekt wurden auch Winkerkrabben (Uca sp.) untersucht. Sie zeigen unter abgeschiedenen Bedingungen im Labor zwei Aktivitätsphasen, die anfänglich mit den Gezeiten synchronisiert sind, dann aber zunehmend weniger mit deren Terminen übereinstimmen und einem freilaufenden stabilen Rhythmus folgen. Über dessen biologischen Taktgeber als innere Uhr und die als Zeitgeber synchronisierend wirkenden äußeren Einflüsse besteht noch keine Klarheit. Ebenso wenig sind die vermittelnden Prozesse geklärt; es wird vermutet, dass das über der Speiseröhre liegende Oberschlundganglion in diesem Zusammenhang eine Rolle spielt.
Inzwischen konnte bei einem anderen Krebstier, der im Nordostatlantik vorkommenden Gesprenkelten Seelaus (Eurydice pulchra), gezeigt werden, dass für dessen circatidalen Rhythmus eine andere innere Uhr zuständig ist als für dessen circadianen. Gleiches gilt für die in einer Inselgruppe Südostasiens endemische Mangrovenschrecke Apteronemobius asahinai, ein unter einem Zentimeter langes Insekt; mit Entfernung der optischen Loben geht der circadiane Rhythmus verloren, nicht jedoch die circatidale innere Uhr. Auch der vielborstige Wurm Platynereis dumerilii hat verschiedene innere Uhren für den circatidalen Rhythmus und für seine circalunare Rhythmik.